# António Marques de Figueiredo
António Marques de Figueiredo (Cabo de Vila, Alcofra, 2 de março de 1854 – Viseu, 6 de setembro de 1943) foi um sacerdote católico português.
Nasceu num meio pobre, filho de João Marques de Figueiredo e de Maria Joaquina; os pais eram agricultores proprietários de algumas terras, e foi com grande sacrifício que proporcionaram ao filho a possibilidade de estudar Letras, pela sua apetência para a vida académica e eclesiástica.
Aos 16 anos já frequentava o liceu de Viseu e veio a ordenar-se no seminário aos 23 anos. No ano seguinte, tornou-se professor de instrução primária e logo foi nomeado para a regência da escola de São João do Monte, cargo que exerceu por 6 anos. Mais tarde, foi nomeado professor no Colégio dos Órfãos e no Colégio de São Filipe Néri, em Coimbra. Desejando prosseguir estudos superiores, matriculou-se na Faculdade de Teologia da Universidade de Coimbra; em resultado do seu esforço e trabalho, foi ordenado capelão da Real Capela da Universidade, em 1895.
Regressou depois a Viseu, onde foi investido no cargo de vice-reitor do seminário, no qual também ensinou  Teologia Moral e Sacramental e História. De entre os muitos cargos que ocupou, destacou-se como cónego da Sé de Viseu, vigário geral do Bispado, vogal no Conselho dos Monumentos Nacionais e vogal auxiliar no Conselho de Arte e Arqueologia. Foi agraciado com o título honorífico de monsenhor na qualidade de prelado doméstico do Papa.
Faleceu em Viseu, em 1943, perto dos 90 anos de idade.